# Зґлениці-Буди
Зґлениці-Буди (пол. Zglenice-Budy) — село в Польщі, у гміні Мохово Серпецького повіту Мазовецького воєводства.
Населення — 18 осіб (2011).
У 1975-1998 роках село належало до Плоцького воєводства.

## Демографія
Демографічна структура станом на 31 березня 2011 року:
|          | Загалом | Допрацездатний вік | Працездатний вік | Постпрацездатний вік |
| -------- | ------- | ------------------ | ---------------- | -------------------- |
| Чоловіки | 9       | 4                  | 2                | 3                    |
| Жінки    | 9       | 2                  | 3                | 4                    |
| Разом    | 18      | 6                  | 5                | 7                    |